# Histiaios
Histiaios (altgriechisch Ἱστιαῖος Histiaíos; † 493 v. Chr.) war ein Tyrann von Milet unter persischer Oberhoheit.
Er kämpfte 514 v. Chr. zunächst im Heer des persischen Großkönigs Dareios I. gegen die Skythen und sicherte den rückkehrenden Persern den Übergang über die Donau. Die für die sichere Rückkehr notwendige Brücke über die Donau durfte auf Befehl des Dareios nach 60 Tagen abgerissen werden, sofern er nicht zurückkehren sollte. Die Skythen, gegen die Dareios kämpfte, umgingen das persische Heer und verhandelten mit den Ionern, die unter Histiaios Befehl die Brücke bewachten. Histiaios überredete die anderen ionischen Tyrannen, auf Dareios zu warten. Sie täuschten die Skythen mit einer List und rissen die Brücke nur ein kleines Stück weit ab. Als die Perser zur Brücke zurückkehrten, konnte Dareios den wartenden Ionern signalisieren, die Brücke wieder komplett aufzubauen, woraufhin die Perser sicher zurückkehren konnten.
Für seine Verdienste wurde ihm gestattet, die Stadt Myrkinos in Thrakien zu gründen. Megabazos, ein Feldherr des Großkönigs, erkannte jedoch das militärische Potential von Myrkinos und Umgebung, und Histiaios wurde von Dareios als Berater in die Hauptstadt Susa zurückbeordert, um ihn unter Kontrolle zu halten. Nach einem gescheiterten Feldzug gegen die Naxier überzeugte er seinen Schwiegersohn Aristagoras, von Dareios abzufallen. So soll er den Ionischen Aufstand initiiert haben. Als Dareios I. ihm dies vorwarf, konnte Histiaios ihn jedoch überzeugen, dass nicht er, sondern seine Abwesenheit den Aufstand hervorgerufen habe und er selbst den Aufstand beruhigen könne, wenn Dareios ihn nur nach Milet zurückkehren ließe. So entkam er Dareios’ Kontrolle und konnte den Aufstand aktiv unterstützen.
Nachdem der Aufstand niedergeschlagen war, wurde Histiaios im Jahr 493 v. Chr. von dem persischen Feldherren Harpagos geschlagen, als er versuchte, mit einem Heer in Kleinasien zu landen, um Verpflegung zu beschaffen. Auf der Flucht wurde er, nachdem er um Verschonung vor dem Tod gebeten hatte, von Harpagos gefangen genommen. Dieser ließ ihn kreuzigen, denn er wollte verhindern, dass Dareios ihm wieder vergeben würde. Sein eingesalzenes Haupt wurde Dareios nach Susa geschickt.